# Smithfield (Nebraska)
Smithfield je selo u američkoj saveznoj državi Nebraska. Prema popisu stanovništva iz 2010. u njemu je živjelo 54 stanovnika.